# Mourad Rafai
Mourad Rafai est un footballeur marocain évoluant au Wydad de Casablanca. Il est né le 12 octobre 1983, mesure 1,76 m et pèse 75 kg. Il joue au poste de défenseur et porte le numéro 5.

## Carrière
- 2004-2005 : Maghreb de Fès
- 2005-2006 : Maghreb de Fès
- 2006-2007 : Difaâ d'El Jadida
- 2007-2008 : Maghreb de Fès
- 2008-2009 : Wydad de Casablanca
- 2009-2010 : Wydad de Casablanca